# Ahmadabad (district)
Ahmadabad (alternatieve spelling: Ahmad Abad) is een van de 11 districten van de provincie Paktiyā in Afghanistan.

## Geschiedenis
Het district Ahmadabad is in 2004 ontstaan door splitsing van het district Sayid Karam
Ahmadabad · Chamkani · Dand-Wa-Patan · Gardez · Jaji · Jani Khel · Lija Ahmad Khel · Sayid Karam · Shwak · Wuza Zadran · Zurmat